# Комитет по ликвидации расовой дискриминации
Комитет по ликвидации расовой дискриминации (англ. Committee on the Elimination of Racial Discrimination, CERD) — исполнительный орган Организации Объединённых Наций, ответственный за надзор за исполнением Международной конвенции о ликвидации всех форм расовой дискриминации. Образование комитета предусмотрено статьёй 8 этой конвенции. 

## Структура и порядок работы Комитета
Комитет состоит из избираемых каждые четыре года 18 независимых экспертов, чья беспристрастность должна быть общепризнана. Комитет заседает дважды в год примерно по три недели в штаб-квартире ООН в Женеве. В рамках своего мандата комитет осуществляет деятельность в трёх областях:
1. Основная деятельность комитета состоит в подготовке периодических докладов по странам, обязанным предоставлять данные о выполнении конвенции. Согласно соглашению, эти страны обязаны раз в два года представлять полные отчёты о выполнении конвенции. Так как это требование в прошлом никогда не выполнялось, на практике подотчётным странам разрешено представлять по два отчёта за один раз, то есть фактически периодичность отчётов составляет от 4 до 5 лет. Комитет исследует представленные отчёты и опубликовывает их в своих «Заключительных наблюдениях» (англ. Concluding Observations), состоящих из списка как позитивных, так и вызывающих озабоченность сдвигов и из ряда рекомендаций правительствам стран. Рекомендации не являются обязательными к исполнению, однако в качестве официальной точки зрения комиссии экспертов ООН они имеют серьёзный вес.
2. В особо срочных случаях комитет может прибегать к так называемым мероприятиям раннего предупреждения (англ. Early Warning Measures) или неотложным процедурам (англ. Urgent procedures), которые также имеют форму заключений комитета или писем правительствам стран.
3. С государствами, которые сделали заявление в соответствии со статьёй 14 Конвенции, комитет может взаимодействовать дополнительно на основе сообщений по индивидуальным случаям предполагаемых нарушений Конвенции (англ. Individual communications).

## Комитет и Россия
Любое лицо может подать сообщение в Комитет, если считает, что власти России нарушили в отношении него нормы Международной конвенции о ликвидации всех форм расовой дискриминации. По состоянию на 2023 год Комитет рассмотрел два сообщения в отношении России — оба признал неприемлемыми.